# Трелью
Трелью (исп. Trelew) — город в провинции Чубут, Аргентина. Расположен в нескольких километрах от побережья Атлантического океана, на реке Чубут. Численность населения в 2010 году составила 99 430 человек. В агломерации, вместе с городом Росон и несколькими поселками и городками в нижнем течении реки Чубут, проживает приблизительно 150 тысяч. Второй по величине город провинции после Комодоро-Ривадавия, один из крупнейших в Патагонии.

## Общие сведения
Город находится в нижнем течении реки Чубут, приблизительно в 20-25 километрах от побережья Атлантического океана, в 17 километрах от Росона, административного центра провинции. Рельеф местности равнинный. Город находится на стыке природных зон полупустынь и пустынь. Пойма реки Чубут к югу от города освоена и используется под сельскохозяйственные нужды.
Трелью расположен в климатической зоне холодных пустынь. Среднегодовая сумма осадков не превышает 200 мм.

## История
С валлийского название города переводится как город (Tre-) Лью (-lew) (Лью — сокращенное имя Льюиса Джонса, основателя города).
Трелью был основан как железнодорожная станция в 1886 году. Являлся частью валлийской колонии. Ныне это крупнейшее валлийское поселение в Патагонии, в городе до сих пор проживает большое количество потомков выходцев из Уэльса. Валлийский язык до сих пор используется в бытовой речи, на нём преподают в некоторых школах. Связи между Уэльсом и аргентинскими валлийцами остаются до сих пор, вкладываются средства в поддержку и сохранение валлийской культуры.

## Экономика
Трелью — крупный промышленный и коммерческий центр. Основой экономической специализации города является сельское хозяйство (животноводство), промышленность, туризм, торговля, банковское дело.
Сельским хозяйством начали заниматься ещё валлийские иммигранты в конце XIX века. Благодаря их усилиям долина реки Чубут — одна из самых южных сельскохозяйственных площадей мира.
Основной отраслью сельскохозяйственной специализации является животноводство, а именно овцеводство. В городе производят около 95 % аргентинской шерсти.

## Галерея

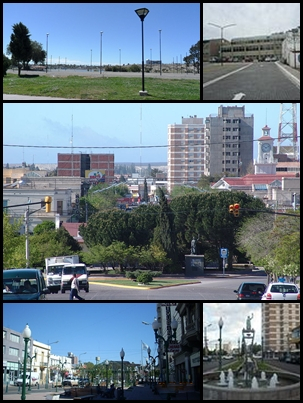
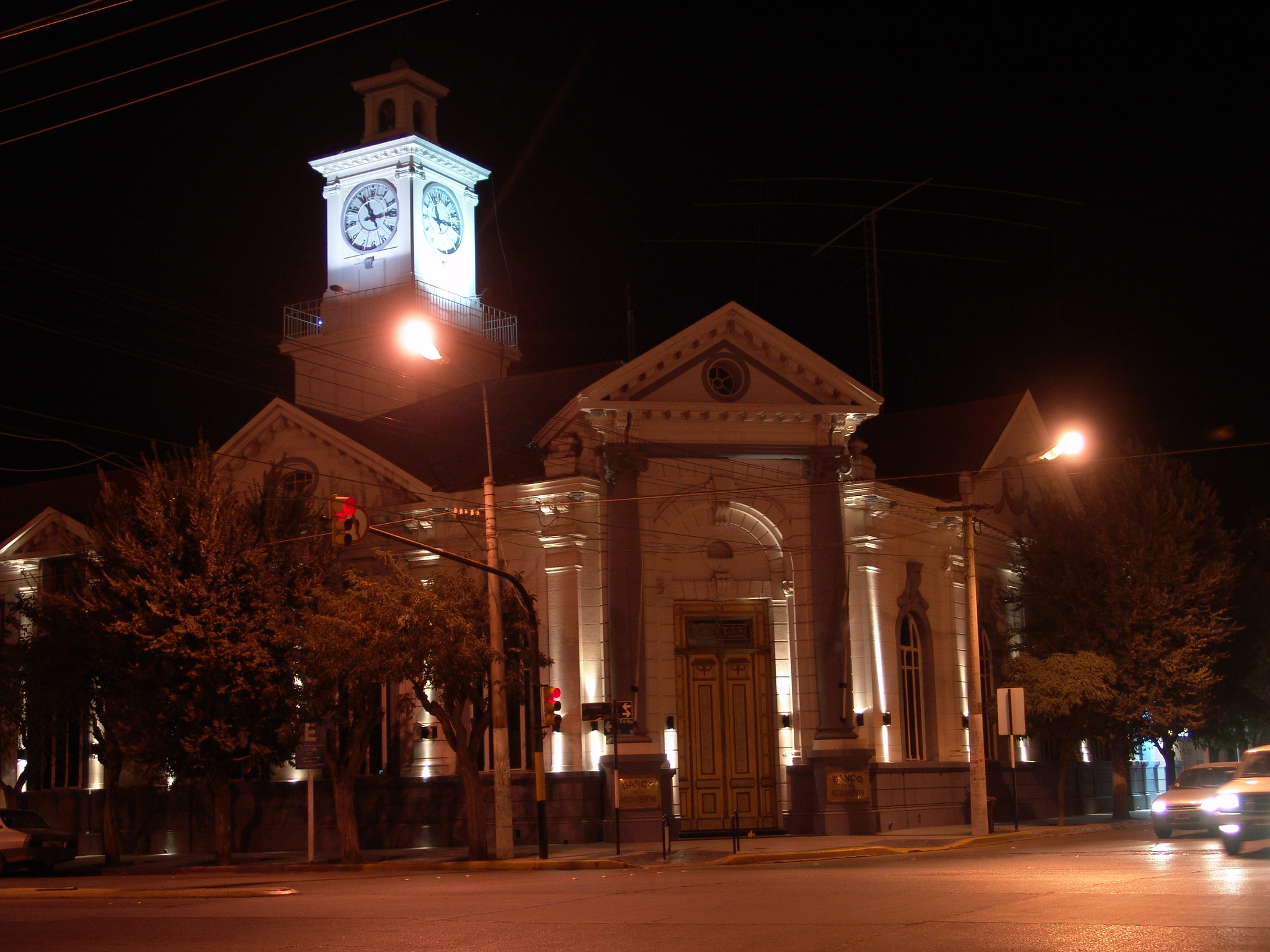
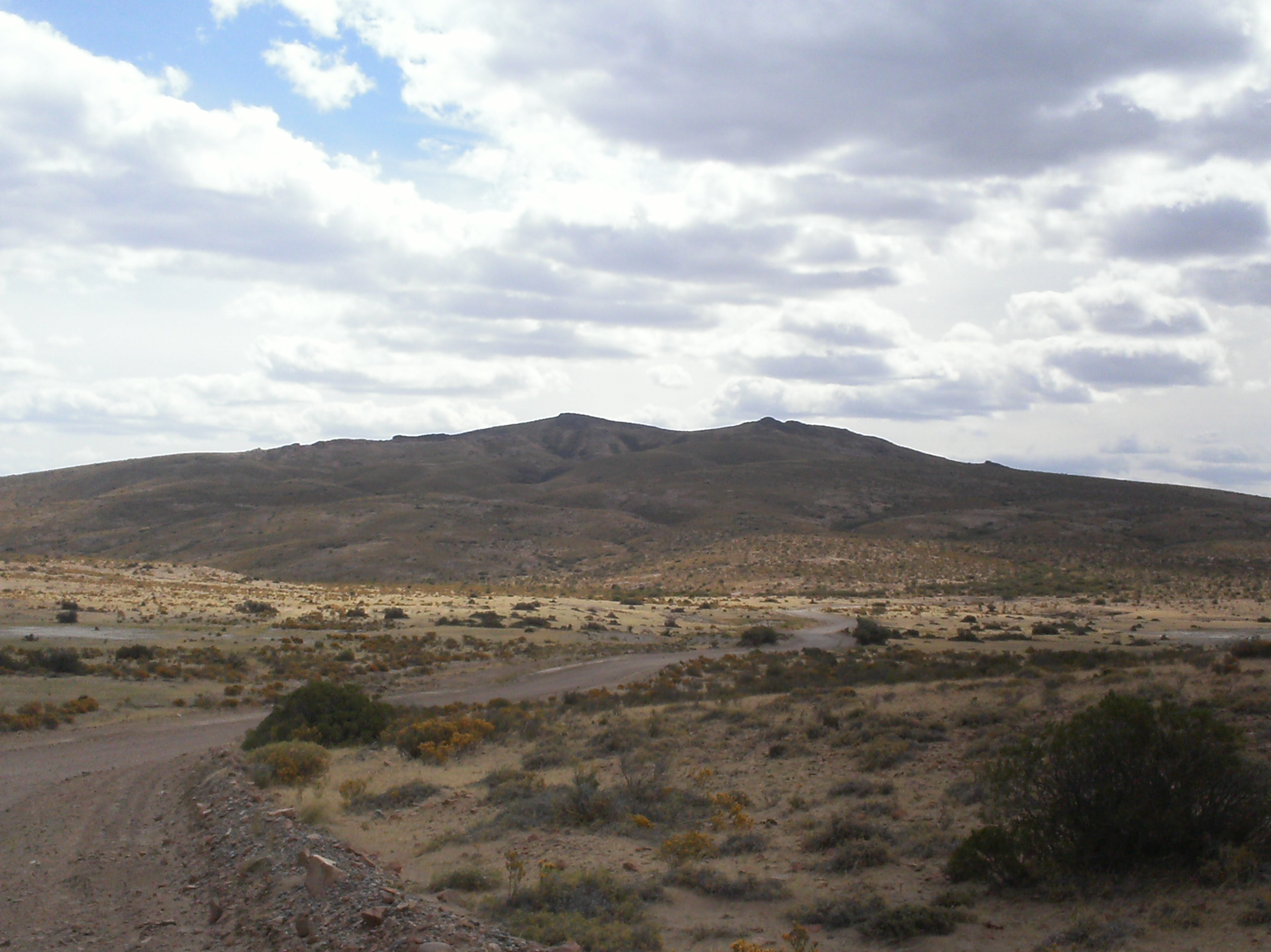
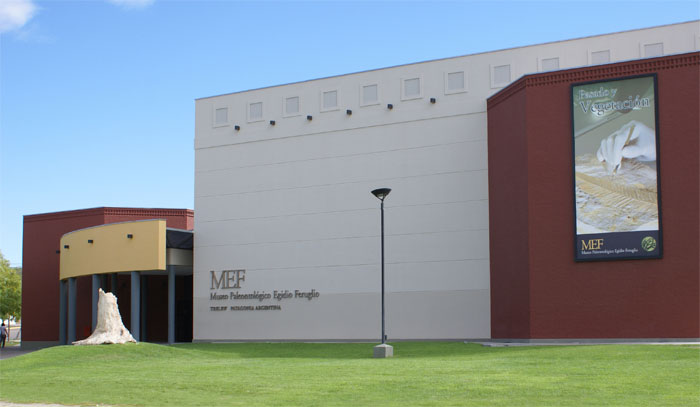
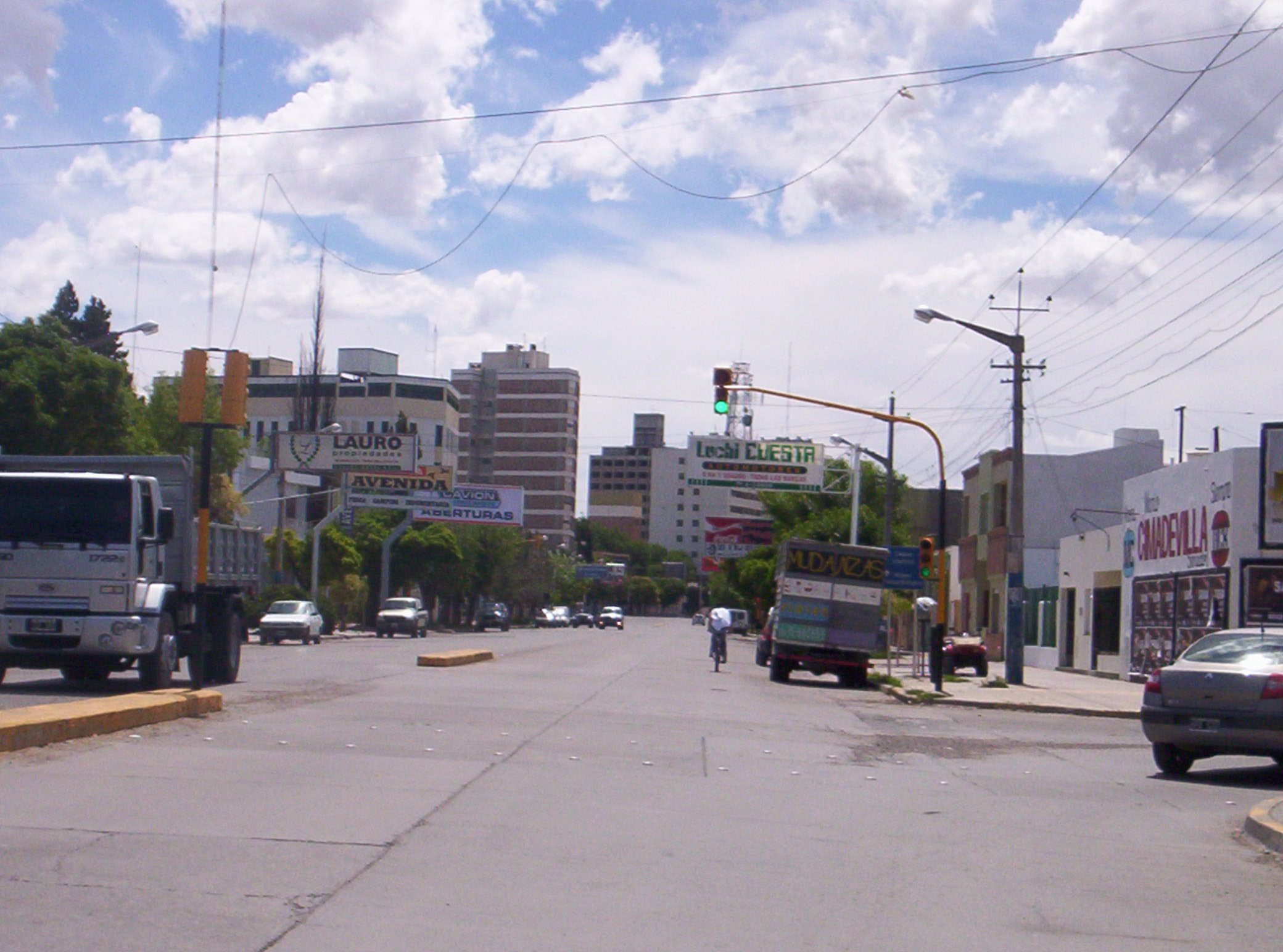
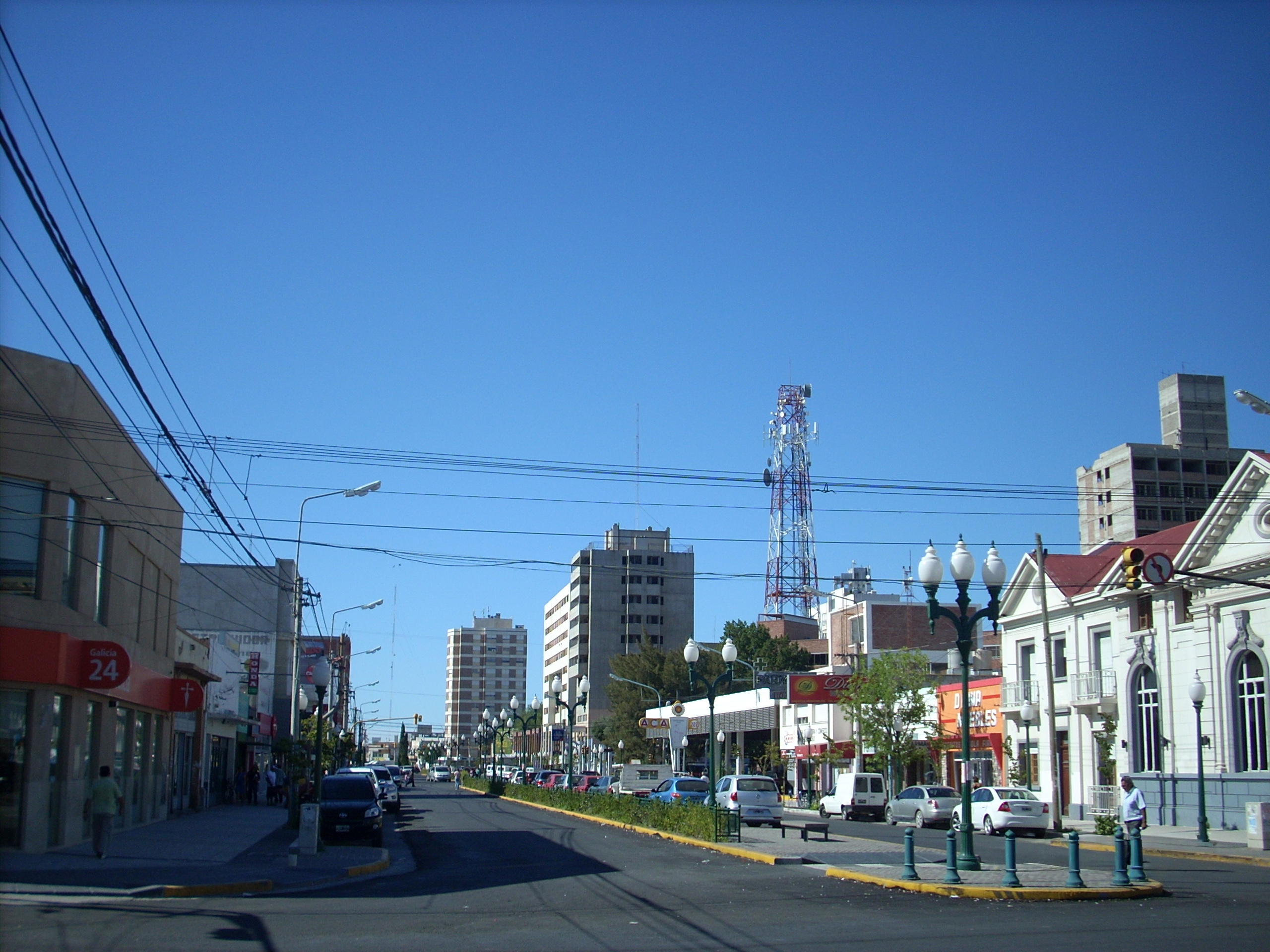